# Охта (бриг, 1827)
«Охта» — бриг Балтийского флота России, участник в русско-турецкой войны 1828—1829 годов.

## Описание брига
Парусный деревянный бриг, один из одиннадцати бригов одноимённого типа. Длина брига по сведениям из различных источников составляла от 30,12 до 30,2 метра, ширина от 9,35 до 9,7 метра, а осадка от 3,9 до 4,57 метра. Вооружение судна состояло из двадцати 24-фунтовых карронад и двух 6-фунтовых пушек.

## История службы
Бриг «Охта» был заложен 13 (25) ноября 1826 года на стапеле Охтенской верфи в Санкт-Петербурге и после спуска на воду в один день с однотипным бригом «Усердие» 30 апреля (12 мая) 1827 года вошёл в состав Балтийского Флота России. Строительство вёл кораблестроитель в звании полковника Корпуса корабельных инженеров В. Ф. Стокке.
10 июля 1827 года в составе отряда из 3-х бригов под командованием капитан-лейтенанта А. И. Селиванова вышел из Кронштадта в Средиземное море. В районе острова Сардиния отделился от отряда и пошёл в Мессину, а 30 ноября прибыл в Ла-Валлетту к эскадре контр-адмирала графа Л. П. Гейдена. 10 января 1828 года совместно с английским фрегатом ушёл с Мальты к острову Занте, после чего направился к Наварину и Модону, а 28 января пришёл в Александрию, где командир брига капитан-лейтенант Д. В. Никольской вёл переговоры с египетским пашой Мухаммедом Али об освобождении полуострова Морея. К 22 февраля бриг вернулся на Мальту, а уже в марте ушёл в Неаполь, доставив туда курьера, и в апреле того же года вернулся.
Принимал участие в русско-турецкой войне 1828—1829 годов. 9 сентября 1828 года покинул Мальту и ушёл до августа следующего года в крейсерство в Архипелаг, после чего вернулся на Мальту. 
В мае 1830 года вернулся в Кронштадт. В следующем году совершил плавание в Мемель. C 1832 по 1834 год занимал брандвахтенный пост в Свеаборге. В 1835 ушёл в Кронштадт, где подвергся тимберовке.
В 1837—1840, 1842 и 1843 годах находился в составе отряда М. Ф. Рейнеке, на бриге выполнялись гидрографические работы в Финском и Ботническом заливах. В 1841 и 1844 годах выходил в практические плавания для ознакомления молодых офицеров с портами Балтийского моря.
Бриг был разобран в Кронштадте в 1847 году.

## Командиры брига
Командирами брига «Охта» в составе Российского императорского флота в разное время служили:
- Д. В. Никольской (1827—1831 годы);
- Н. В. Повалишин (1832 год);
- Н. Н. Карякин (1833—1842 годы);
- К. И. Григорович (1843—1844 годы).